# 3910 Liszt
A 3910 Liszt kisbolygó a kisbolygóövben kering. 1988. szeptember 16-án fedezte föl Eric Walter Elst Haute Provence-ban. A kisbolygó nevét Liszt Ferenc világhírű magyar zeneszerzőről kapta. (Egy a Merkúr bolygón található kráter is Liszt Ferenc nevét viseli.)

## Külső hivatkozások
- A 3910 Liszt kisbolygó a JPL Small-Body adatbázisában